# Валери Митов
Валери Христофоров Митов е български политик от БСП. Народен представител от коалиция „БСП за България“ в XLIX народно събрание.

## Биография
Валери Митов е роден на 23 август 1991 г. в град Габрово, България. Средното си образование завършва в Природоматематическа гимназия „Акададемик Иван Гюзелев“ в Габрово. Завършва специалност „Бизнес информационни технологии“ в Пловдивски университет „Паисий Хилендарски“, а след това придобива магистърска степен по бизнес информатика с английски език. Развива свой бизнес в сферата на организирането на събития. Заема длъжността управител на държавното дружество „Плод-Зеленчук“ ЕООД.

## Политическа дейност
През 2011 г. е избран за председател на младежката организация в област Габрово, а през ноември 2020 г. става областен председател на БСП – Габрово. Член на Националния съвет на БСП.
На парламентарните избори през 2023 г. е кандидат за народен представител от листата на коалиция „БСП за България“, 2-ри в 7 МИР Габрово.